# Fuck Forever
Albums de Babyshambles
The Blinding EP
Singles de Babyshambles
Killamangiro
(2004) Albion
(2005)
Pistes de Down in Albion (réenregistré)
La Belle et la Bête A’rebours
Fuck Forever est une chanson du groupe Babyshambles. Elle sort en tant que single le 15 août 2005 et est leur plus grand succès, atteignant la 4e place des charts au Royaume-Uni. La chanson fut menacée de censure à cause de son titre et de ses paroles, mais est finalement sortie et est devenue la chanson finale lors des concerts du groupe. En mai 2007, le NME place Fuck Forever à la 24e place de sa liste des « 50 Meilleurs Hymnes Indies de Tous les Temps ».
Le single est sorti au Japon le 22 septembre 2005 par Reservoir Records/EMI.

## Clip vidéo
Le clip a été dirigé par Jez Murrell.
La plupart de la vidéo promotionnelle a été tournée dans une ferme de Spitalfields City Farm à l'est de Londres, en juin 2005.
Au tout début du clip il y a un bref caméo de Kate Moss, et Pete Doherty qui est suivi par un autre avec Patrick Walden parlant avec la vendeuse de ticket au cinéma comme dans un film étranger, avec des sous-titres et des cœurs animés flottants.

## Liste de morceaux
- Maxi CD RTRADSCDX210

1. Fuck Forever
2. East of Eden
3. Babyshamble
4. Fuck Forever (vidéo)

- CD RTRADSCD210

1. Fuck Forever
2. Monkey Casino

- 7″ RTRADS210

1. Fuck Forever
2. Black Boy Lane

- Maxi CD japonais TOCP-61105

1. Fuck Forever
2. Black Boy Lane
3. Monkey Casino
4. East of Eden
5. Babyshambles
6. Fuck Forever (clean version)
7. Fuck Forever (vidéo)

## Classements
| Classement (2005) | Meilleure position |
| ----------------- | ------------------ |
| Royaume-Uni       | 4                  |
| Irlande           | 22                 |